# Édouard Jean-Marie Stephan
Édouard Jean-Marie Stephan (31. kolovoza 1837. – 31. prosinca 1923.) bio je francuski astronom.
Od 1867. do 1907. godine je bio voditeljem marseilleskog opservatorija.
Specijalizirao se za maglice.
1866. godine je otkrio asteroide 89 Juliju i 91 Aeginu. 
Među ostalim, 1877. godine je otkrio Stephanov kvintet, skupinu galaktika. Prvo su dobile ime Arp 319.
Njemu u čast ime je dobio periodični komet 38P/Stephan-Oterma kojeg je otkrio Jérôme Coggia.